# 펠리페 데 마리차라르이보르본
펠리페 데 마리차라이보르본(Felipe de Marichalar y Borbón, 1998년 7월 17일 ~ )는 엘레나 데 루고 여공작과 하이메 데 마리차라르의 장남이다. 그는 스페인 국왕 후안 카를로스 1세와 왕비 스페인 왕대비 소피아의 외손자이며, 펠리페 6세의 조카이다.